# Patos de Minas (meteorito)

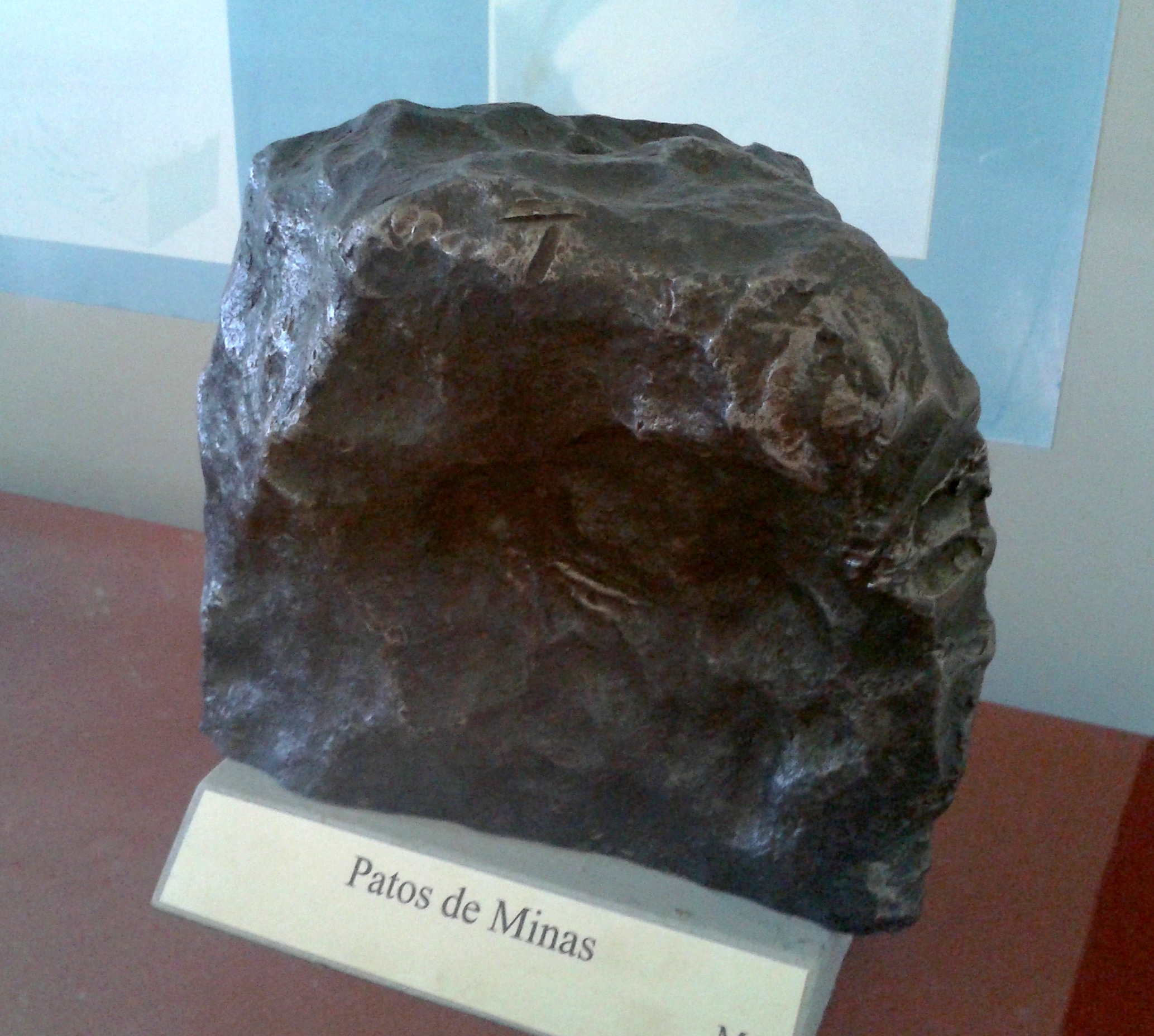
Em exposição no Museu Nacional, em 2015.

Patos de Minas são dois meteoritos octaedrito que foram encontrados em 1925 e 2002, na cidade de Patos de Minas, Minas Gerais, Brasil.Fazem parte dos 55 meteoritos catalogados no Brasil, e ambos receberam o nome da cidade.

## Características
O meteorito encontrado em 1925 pesa 32 kg e é identificado como Patos de Minas (hexahedrite).
O encontrado em 2002, pesa 200 kg e tem dimensões médias de 54 x 33 x 22 centímetros, e é identificado como Patos II ou Patos de Minas (octahedrite). É áspero, alongado e muito intemperizados.Compõe o acervo do Museu Nacional.